# Gayennoides
Gayennoides là một chi nhện trong họ Anyphaenidae.